# جونينيو (لاعب كرة قدم، مواليد فبراير 1995)
خوسيه كارلوس فيريرا جونيور، المعروف باسم جونينيو (بالإنجليزية: Juninho)‏، هو لاعب كرة قدم برازيلي محترف، من مواليد 1 فبراير 1995، يلعب في مركز قلب الدفاع لنادي ميتييلاند.

## روابط خارجية
- خوسيه كارلوس فيريرا جونيور على موقع الاتحاد الأوربي (الإنجليزية)
- خوسيه كارلوس فيريرا جونيور على موقع قاعدة بيانات كرة القدم.إي يو (الإنجليزية)
- خوسيه كارلوس فيريرا جونيور على موقع Soccerway.com (الإنجليزية)
- خوسيه كارلوس فيريرا جونيور على موقع عالم كرة القدم.نت (الإنجليزية)